# Huamán Chumo
Huamán Chumo, Guaman Chum, o Huamanchumo, es supuestamente el nombre de un gobernante, perteneciente a la dinastía Inca-Chimú del Reino Chimú,  cultura prehispánica que se asentó en los valles costeros de La Libertad, región del norte del Perú, según los datos dados por un cronista anónimo de comienzos del siglo XVII y transcritos por el sacerdote jesuita Rubén Vargas Ugarte, en 1936, citado más tarde por Kauffman Doig en 1979 (Historia General de los Peruanos, Tomo I) y por Huamanchumo en Revista SIETECULEBRAS (2004).
"Guaman Chumu", como aparece escrito en la crónica anónima ---la transcripción parcial de la dinastía puede leerse en Huamanchumo (2010, 137) --- fue descendiente del fundador de la dinastía que gobernó el Imperio Chimú: Tacaynamo. Su nombre dio origen al apellido Huamanchumo, el cual es portado por sus descendientes, al ser uno de los únicos y pocos apellidos de la costa norte peruana que se mantuvieron sin sufrir cambios ni alteraciones.

## Etimología
El nombre Guamán Chumu contiene en su formación dos vocablos claramente identificados: Guamán, de origen quechua, y Chumu, de origen prehispánico.
Guamán o Huamán es un vocablo de origen quechua que según la tradición y menciones históricas hace referencia a una especie de ave o halconcillo de singular belleza y actuar. Como lo menciona en dos citas el mismo Inca Garcilaso de la Vega.
"Hay halcones de muchas raleas; algunos se asemejan a los de acá y otros no; en común les llaman los indios 'huamán'."(1980:III,121), "... y otros tantos halconcillos, de los que por ser tan lindos, han traído muchos a España, y en ellas les llaman aletos y en el Perú 'huamán'." (1980:III,170)
El vocablo Chumu, por su parte, aparentemente es una castellanización de la palabra original, es un vocablo del que no se tiene registro en quechua, aymara, mochica ni quignam (antigua lengua chimú) (Huamanchumo 2010). Haciendo hincapié en la pertenencia a la dinastía noble Inca-Chimú del gobernador, es posible que dicho vocablo perteneciera a la antigua lengua conocida sólo entre la nobleza Inca y de uso único en círculos cerrados y elitistas.
Mención de aquello es la cita sobre los nombres de la nobleza Inca que hace Inca Garcilaso de la Vega:
"... no sé qué signifiquen, porque son nombres de la lengua particular que los Incas tenían para hablar ellos entre sí, unos con otros, y no de la general que hablaban en la corte". (1980:III,220)

## Historia
El nombre aparece por primera vez documentado dentro del artículo del Padre Rubén Vargas sobre la Fundación de Trujillo, donde transcribe un documento con una relación de apellidos, como se ha dicho líneas arriba.
Los Incas conquistan el Imperio Chimú cuando Michancaman gobernaba; siguiendo las tradiciones incas, éstos le obsequian una mujer de la realeza, de la casta Inca. Así es como inicia la dinastía Inca dentro del gobierno Chimú.
Guamán Chumu fue hijo de Guamán Caur, hijo de Chumún Caur y Chanquirguanguan -hija de Túpac Yupanqui-.
Guamán Chum tuvo como hijos a Ancocoyuch, Caja Cimcim, Calli y Chambinamo. Para mantener el grado sanguíneo de la casta real chimú, estos se unían entre parientes, costumbre 
hallada por los Incas y que prohibieron bajo pena de ser sacrificados. Debido a ello, y como un acto de rebeldía hacia el Inca invasor y de conservar la descendencia de Taykanamo, muchos miembros de la nobleza Chimú huyen hacia otros lugares.
Durante su reinado se da inicio a la invasión española del antiguo Perú.

## Apellido
La preservación de la dinastía chimú no fue posible únicamente gracias a la práctica Inca de tolerancia frente a los reinos anexados, sino también gracias a que la misma Corona Española dictaminó leyes que permitían la preservación de territorios y beneficios de los antiguos señores gobernantes. De acuerdo al Tercer Concilio Limense de 1583 los indios serían bautizados y llevarían un nombre castellano seguido del nombre jefe de la dinastía o característico de la casta a la que pertenecieran. El nombre del XIII gobernante chimú queda a posterior como nombre que identifique a los descendientes de la familia noble chimú, que tras la aplicación de reglas españolas, queda como el apellido representativo.El antropónimo Huamanchumo es un apellido poco común y único de la costa norte peruana, especialmente Huanchaco y Trujillo, La Libertad.  (Ver datos específicos al respecto en Boletín de la Academia Peruana de la Lengua: Huamanchumo 2010)
El apellido Huamanchumo no tiene relación alguna con el apellido Huamán, que correspondería no a una única familia, sino a diversas familias a las que se les otorgó aquel vocablo como identificación particular de los pobladores o antiguos habitantes que no pertenecían a alguna casta noble en concreto; es decir no pertenecían a la nobleza Inca. 
En la actualidad, son pocos los apellidos de origen quingnam que se observan en Huanchaco, siendo el más antiguo y puro, indudablemente HUAMANCHUMO y el más prolífico en descendencia: existen descendientes diseminados por todo el territorio peruano y en el extranjero (Francia, Estados Unidos, Argentina, Chile, Venezuela, Alemania, Inglaterra, Australia, etc.)
Los descendientes de Guaman Chum han sido fundadores de otros pueblos pesqueros de la costa peruana (Santa Rosa, San José y Pimentel en Chiclayo; Los Chimus en Chimbote; etc.); han estado presentes en la Compañía de a Caballo de los Naturales en el Pueblo de San Salvador de Mansiche 
en 1686; En las Milicias de Huanchaco en 1686; en las luchas contra los piratas para evitar que invadan la ciudad de Trujillo durante la Colonia; en la lucha por la Independencia del Perú con Simón Bolívar y José de San Martín; en la Guerra del Pacífico a bordo del glorioso “Huáscar” junto 
al héroe marino Miguel Grau; presentes en la Revolución de Trujillo de 1932; representándonos en el Congreso de la República (como Congresistas y Asesores); Escritores, Empresarios, Religiosos, Médicos,etc.